# Szlarnik perłowy
Szlarnik perłowy (Zosterops grayi) – gatunek małego ptaka z rodziny szlarników (Zosteropidae). Jest endemitem Indonezji. Według IUCN jest to gatunek najmniejszej troski.

## Systematyka
Gatunek ten po raz pierwszy zgodnie z zasadami nazewnictwa binominalnego opisał w 1864 roku brytyjski zoolog Alfred Russel Wallace w czasopiśmie „Proceedings of the Zoological Society of London”. Autor nadał gatunkowi nazwę Zosterops grayi, a jako miejsce typowe wskazał indonezyjską wyspę Kai Besar. Gatunek monotypowy.

### Etymologia
- Zosterops (Fosterops): gr. ζωστηρ zōstēr, ζωστηρος zōstēros „pas”; ωψ ōps, ωπος ōpos „oko”[9].
- grayi: na cześć brytyjskiego zoologa George’a Roberta Graya (1808–1872)[10] (I have named this bird after Mr. George Robert Gray, from whose writings and personal information I have derived much assistance[5]).

## Morfologia
Mały ptak o szpiczastym, lekko zakrzywionym, stosunkowo długim, czarnym dziobie. Nogi i stopy żółtawofioletowe lub szare. Tęczówki czekoladowobrązowe. Nie występuje dymorfizm płciowy. Dorosłe ptaki mają górne części ciała żółtawo-cytrynowe, czasami przechodzące w oliwkowo-cytrynowe. Nad dziobem żółty pas, czoło brązowawe, reszta głowy żółta. Wokół oczu charakterystyczne białe obrączki oczne, przerwane czarną plamką od strony dzioba. Gardło, podgardle, góra piersi i pokrywy podogonowe cytrynowo-chromowe. Górna część piersi nieco bardziej zielona, brzuch satynowobiały z żółtym środkowym paskiem. Ogon dość krótki, sterówki czarnobrązowe z szerokimi cytrynowożółtymi krawędziami. Młode nie są opisane. Długość ciała 13 cm.

## Zasięg występowania
Szlarnik perłowy występuje tylko na indonezyjskiej wyspie Kai Besar wchodzącej w skład Wysp Kai. Zasięg występowania (EOO, Extent of Occurrence) według szacunków organizacji BirdLife International obejmuje około 880 km².

## Ekologia
Jego głównym habitatem są lasy pierwotne, lasy wtórne, otwarte zadrzewienia i ogrody do wysokości 610 m n.p.m. Jest gatunkiem osiadłym. Długość pokolenia jest określana na 2,86 roku. 
Brak informacji na temat diety tego gatunku. Żeruje głównie w parach, czasami pojedynczo lub w niewielkich stadach mieszanych.

### Rozmnażanie
Brak informacji.

## Status zagrożenia
W Czerwonej księdze gatunków zagrożonych Międzynarodowej Unii Ochrony Przyrody szlarnik perłowy od 2023 roku zaliczany jest do kategorii LC (ang. Least Concern – gatunek najmniejszej troski); wcześniej uznawano go za gatunek bliski zagrożenia (NT – Near Threatened). Liczebność populacji nie została oszacowana, ale ptak ten opisywany jest jako dość pospolity na terenach zadrzewionych. BirdLife International ocenia trend liczebności populacji jako stabilny, ponieważ nie jest spotykany na czarnym rynku, a utrata środowiska jest niewielka.